# Дуб Павла Тичини
Дуб Павла Тичини — ботанічна пам'ятка природи місцевого значення в Україні. Розташована у селі Піски Бобровицької громади Ніжинського району Чернігівської області.
Площа — 0,01 га. Статус присвоєно згідно з рішенням Чернігівської обласної ради від 14.05.1999 року. Перебуває у віданні Пісківської сільської ради (правонаступник - Бобровицька міська громада). 
Охороняється вікове дерево дуба звичайного, що росте на території середньої школи і пов'язане з життям поета Павла Григоровича Тичини, який тут навчався.